# 서울패밀리
서울패밀리는 대한민국의 음악 그룹이다.

## 이력
1986년 1집 《내일이 찾아와도》로 데뷔하였고, 히트곡은 〈이제는〉, 〈내일이 찾아와도〉 등이 있다. 1990년 위일청이 탈퇴하고 이후 새 멤버인 유노를 영입하여 활동하였다. 〈이제는〉은 저메인 잭슨과 피아 자도라의 듀엣곡인 When The Rain Begins To Fall의 번안곡이다.

## 구성원
| 멤버 이름 | 활동 기간     | 출생 년도 | 사망 년도 | 비고 |
| --------- | ------------- | --------- | --------- | ---- |
| 유노      | 1990 ~ 2021년 | 1958년    | 2021년    |      |
| 김승미    | 1986년 ~      | 1960년    |           |      |

## 앨범
- 1집 《서울패밀리 1집》(1986년)
- 2집 《서울패밀리 2집》(1988년)
- 3집 《서울패밀리 3집》(1989년)
- 5집 《비상》(2009년)

## 수상
- 1987년 MBC 10대 가수상
- 1988년 MBC 10대 가수상